# Geologin i Sverige
Geologin i Sverige intog redan tidigt en framstående plats. Urban Hjärne var den förste att försöka sammanställa svensk geologi genom frågeformulär om bland annat geologiska processer. 1702 och 1706 publicerade han kommenterade svar från dessa frågor som behandlade både generella processer som landhöjning men även mer lokala observationer.
I Sverige finns idag geologer finns anställda vid bland annat gruvor, konsultfirmor, prospekteringsföretag, länsstyrelser, Sveriges geologiska undersökning, universitet och högskolor.

## 1700-talet
Urban Hjärne uttalade den sedermera av flera forskare vidare utvecklade åsikten, att jordlagren ursprungligen avsatts i vatten, att fossilen utgjort levande varelser samt att Jorden undergår vissa förändringar. Efter Hjärne framträdde Emanuel Swedenborg, Magnus Bromelius, Kilian Stobæus och Anders Celsius med för sin tid ganska anmärkningsvärda avhandlingar över geologiska, mineralogiska och paleontologiska spörsmål, den sistnämnde över vattenminskningen i Östersjön och Västerhavet. 
Carl von Linné gjorde många korrekta geologiska iakttagelser inom flera av Sveriges landskap; så till exempel uppgjorde han en ännu i dag till sina huvuddrag giltig profil genom det av kambriska och siluriska berglager uppbyggda berget Kinnekulle samt jämförde lagerföljden där med den i andra trakter. Genom att anta en bestämd lagerföljd över hela Jorden samt att lagren bildats i havet, lade han i realiteten grunden till det av den tyske geologen och mineralogen Abraham Gottlob Werner på 1780-talet framställda systemet, enligt vilket bergarterna indelades efter den ordningsföljd, i vilken de av vattnet avsatts, ett system som egentligen inte är annat än en vidareutveckling av Linnés åsikter.
I fråga om mineralerna insåg Linné kristallformens betydelse för deras systematiska indelning, och denna hans metod följdes av Johan Gottschalk Wallerius, som utgav den första verkliga handboken i mineralogi, ett arbete som ansågs betydligt bättre än allt, vad som dittills skrivits inom denna vetenskap sedan Georgius Agricolas dagar. Axel Fredrik Cronstedt förde mineralogin ett jättesteg framåt genom sitt utmärkta verk Försök till mineralogi eller mineralrikets uppställning, vilket översatts till flera utländska språk. 
År 1766 utgav Torbern Bergman sitt berömda verk Physisk beskrifning öfver jordklotet, vilket i ännu högre grad än Linnés arbeten kan sägas vara en förelöpare till Werners system. Nämnda beskrivning innehåller många beaktansvärda uttalanden rörande jord- och berglagrens bildningssätt och indelning, deras omvandling och rubbningar med mer, uttalanden som vittnar om en för sin tid ovanligt klar uppfattning av de geologiska företeelserna. Bland annat påpekade Bergman, att det sediment, som avsätts på havsbottnen, måste bidra till vattenytans höjning, en åsikt som i senare ytterligare utvecklades och användes för att förklara tilltagande vattenhöjd. Även Daniel Tilas, Samuel Gustaf Hermelin och Wilhelm Hisinger gjorde sig bemärkta inom det geologiska forskningsområdet, de två sistnämnda särskilt genom upprättandet av geologiska kartor. Man kan med fullt skäl säga, att de svenska geologiska forskarna redan under 1700-talet gick sin egen väg framåt, i full nivå med sina samtida i utlandet, ofta till och med före dem.

## 1800-talet
I början av 1800-talet väckte Nils Gabriel Sefström uppmärksamhet genom sina iakttagelser rörande de i bergen inristade räfflorna och deras lagbundna riktning. Vid denna tid började paleontologin utvecklas i Sverige, huvudsakligen genom Hisinger, Göran Wahlenberg, Johan Wilhelm Dalman och Sven Nilsson och ännu mera genom Nils Peter Angelin, som indelade de svenska silurlagren efter de i dem förekommande djurfossilen. Andra framstående paleontologer var Gustaf Linnarsson, Bernhard Lundgren och Sven Axel Tullberg. Inom mineralogins, petrografin och gruvfältsgeologins områden under denna tid Axel Erdmann och Anton Sjögren de främsta namnen. 
Under 1800-talets senare decennier utvecklades såväl geologin som paleontologin i Sverige starkt; de siluriska, rät-, äldre jura- och kritsystemens lagerföljder och fossila djur- och växtlämningar studerades och beskrevs, kvartärperiodens avlagringar utforskades med ständigt stigande intresse och framgång, så att Sverige inom denna gren av geologin i många avseenden gick i spetsen och visade vägen för utländska forskare; vidare undersöktes de eruptiva bergarterna till sin mikroskopiska beskaffenhet, det gåtfulla urberget och fjälltrakternas invecklade bergsbyggnad undersöktes, vid de svenska universiteten fick geologin en fast och framstående plats.  Inom såväl geologin, mineralogin som paleontologin hade Sverige forskare med internationellt anseende. 
En till detta uppsving i hög grad bidragande yttre orsak var upprättandet av Sveriges geologiska undersökning (1858), genom vilken en utförlig geologisk undersökning och kartläggning av hela landet startade. Organisatör och förste chef för denna anstalt var Axel Erdmann. Han efterträddes av Otto Torell, och 1897 fick Alfred Elis Törnebohm platsen. I de från Sveriges geologiska undersökning utgivna geologiska kartbladen (i skalorna 1:50 000 och 1:200 000) åskådliggjordes såväl de kvartära jordlagringarnas utbredning som de olika bergarternas framträdande i dagen. 
Stiftandet av Geologiska Föreningen i Stockholm (1871) och utgivandet av denna förenings tidskrift bidrog naturligtvis också i hög grad till att öka det geologiska intresset, så även den tidskrift (Bulletin of the Geological Institution) som 1892 började utgivas i Uppsala. 
Av stor betydelse även, särskilt för kunskapen om istiden i Skandinavien, var även den svenska polarforskningen. Sven Lovén var den förste, som i vetenskapligt syfte besökte Svalbard, varvid även gjordes den viktiga upptäckten av juraförsteningar. Torell, föregångsmannen på glacialgeologins område, Adolf Erik Nordenskiöld och Alfred Nathorst anordnade och ledde sedermera ett stort antal för geologins utveckling viktiga expeditioner till Norra ishavets regioner. 
Bland övriga svenska forskare inom dessa vetenskapsgrenar under denna tid kan nämnas: Hjalmar Sjögren och Axel Hamberg, huvudsakligen mineraloger; Törnebohm, som särskilt ägnade sig åt utredningen av urbergets och fjällformationernas geologi och i samband därmed stående mikroskopisk-petrografiska undersökningar; Arvid Gustaf Högbom och Helge Bäckström, vilken senare främst ägnade sig åt petrografins studium; Edvard Erdmann, som undersökte de skånska stenkolsfälten; samt Gustaf Lindström, Gerhard Holm, Johan Christian Moberg och Sven Leonhard Törnquist, vilka hade paleontologin till huvudämne. Inom kvartärgeologins område märks namn som Hampus von Post, Axel Erdmann, Gerhard De Geer och Henrik Munthe.

## 1900-talet
Några viktiga, ej tidigare nämnda, svenska namn inom dessa vetenskaper under 1900-talet är: Johan Gunnar Andersson, Helge Backlund, Axel Gavelin, Sven Gavelin, Per Geijer, Karl A. Grönwall, Assar Hadding, Anders Hennig, Sven Hjelmqvist, Per Johan Holmquist, Oskar Kulling, Nils H. Magnusson, Lennart von Post, Percy Quensel, Erik Stensiö, Gunnar Säve-Söderbergh och Carl Wiman.